# Typosyllis riseri
Typosyllis riseri är en ringmaskart som beskrevs av Hartmann-Schröder 1989. Typosyllis riseri ingår i släktet Typosyllis och familjen Syllidae. Inga underarter finns listade i Catalogue of Life.